# Flotte Bursche
Flotte Bursche ist eine Operette in einem Akt von Franz von Suppè aus dem Jahr 1863. Das Libretto stammt von Josef Braun.

## Handlung
Einige Studenten in Heidelberg feiern in einem Wirtshaus „bei der vollen Flasche trotz der leeren Tasche“. Sie schicken ihren Stiefelputzer Fleck los, um letzterem abzuhelfen. Dieser berichtet später von seinen oft komischen Erlebnissen bei der Geldbeschaffung.
Drei Studenten belauschen die Klagen des Handwerksburschen Anton und seinem Lieschen. Antons Vormund, ein bekannter Geizkragen namens Hieronymus Geier, will ihm sein ererbtes Vermögen nicht auszahlen, womit er die Hochzeit mit Lieschen finanzieren wollte. Nun muss er auf Wanderschaft gehen, um Geld zu verdienen. Da besagter Geier den Studenten schon öfters unangenehm, aufgefallen war, beschließen sie, dem Paar zu helfen. Im Habitus eines italienischen Malers versucht der Student Brand dem Geier ein schlechtes Bild der Madame Potiphar als wertvolles Antiquariat zu verkaufen. Während Geier noch misstrauisch ist, kommen die Kommilitonen Frinke und Fleck in der Verkleidung als englischer Lord bzw. dessen Diener vorbei. Sie täuschen vor, das Bild als italienisches Meisterwerk zu erkennen und bieten dem Brand 1000 Taler dafür. Während sie losgehen, um das Geld zu holen, kommt der „schlaue“ Geier ihnen zuvor und kauft das Bild für 700 Taler. Bald danach erfährt er, dass die Studenten ihn geprellt haben. Diese schenken das Geld Lieschen und Anton für ihre Hochzeit.

## Musik
Von dieser Operette gibt es im deutschsprachigen Raum, außer der bekannten Ouvertüre, keine einzige Einspielung. Von dieser Ouvertüre weiß man, dass Suppè sie ausschließlich aus Studentenliedern zusammengestellt hat, deren Herkunft er akribisch auflistete. Von den in der Operette vorkommenden Musiknummern weiß man das nicht so genau. In der zeitgenössischen Presse kann man hier und da Hinweise entnehmen, dass sich die Musik „den reichen Burschenliederquell zum Vorwurf nimmt“ oder dass die Musik auch durch „Zuhilfenahme von Studentenliedern“ entstand. Insgesamt wurde die Musik von den Kritikern sehr lobend erwähnt und man erfährt auch, dass bei der Uraufführung fast jede Nummer wiederholt werden musste.
Der Mitschnitt einer Produktion des ungarischen Staatsfernsehens MTV (Magyar Télévizio) aus dem Jahr 1970, der aber hierzulande nicht erhältlich ist, bringt die besondere Qualität der Musik zum Vorschein. Hervorzuheben sind das außerordentlich komische Entree des Fleck, das englische Duett, „das zum Gelungensten zählte, was im Genre der komischen Musik […] geboten worden ist“, das
romantische Duett des Liebespaares, ein Quintett als herrliche Opernparodie und eine mit italienischem Kauderwelsch parodierte Opernarie.
Man kann nur vermuten, welche der Titel nun ganz oder teilweise aus Studentenliedern stammen. Bei den Eingangsnummern sind solche Anklänge zu erkennen – die weiteren Titel, gerade auch die Opernparodien und die romantischen Nummern sind eher Suppé zuzuschreiben. Für das Publikum wird es keine Rolle gespielt haben; die Aussage Hans-Dieter Rosers, dass das Stück „von einer starken Musik getragen [wird]“ beweist die ungarische Produktion in hohem Maße.